# Euphrasia oakesii
Euphrasia oakesii är en snyltrotsväxtart som beskrevs av Richard von Wettstein. Euphrasia oakesii ingår i släktet ögontröster, och familjen snyltrotsväxter. Inga underarter finns listade i Catalogue of Life.